# Laughlinova letecká základna
Laughlinova letecká základna (anglicky Laughlin Air Force Base; kód IATA je DLF, kód ICAO KDLF, kód FAA LID DLF) je vojenská letecká základna letectva Spojených států amerických nacházející se na území města Del Rio ve státě Texas. Jedná se o největší základnu amerického letectva zaměřenou na výcvik pilotů, především o víkendech zaznamenává velký počet vzletů a přistání.
Je domovskou základnou 47. cvičného křídla (47th Flying Training Wing) Leteckého výukového a tréninkového velitelství, které poskytuje specializovaný základní pilotní výcvik pro americké letectvo, letecké zálohy (Air Force Reserve), Leteckou národní gardu (Air National Guard) a letectva amerických spojenců. 47. cvičné křídlo je pro tento účel vybaveno letadly Cessna T-41 Mescalero, Cessna T-37, Northrop T-38 Talon, Raytheon T-1 Jayhawk a Beechcraft T-6 Texan II.

## Historie
Základna vznikla 3. března 1943 pod tehdejším názvem Laughlinovo armádní letiště (Laughlin Army Air Field). Pojmenována byla na počest Jacka T. Laughlina, co-pilota bombardéru Boeing B-17 Flying Fortress, který 29. ledna 1942 během své první bombardovací mise spadl i s ostatními členy posádky B-17 do moře v blízkosti Makassarského průlivu. 11. listopadu téhož roku získalo zjednodušený název „Laughlin Field“, zanedlouho poté „Army Air Force Auxiliary Field“. V průběhu druhé světové války sloužilo toto letiště především k výcviku pilotů a posádek středních bombardérů Martin B-26 Marauder. Od října 1945 však bylo na poměrně dlouhou dobu uzavřeno.
Dne 1. května 1952 bylo letiště znovu otevřeno, již pod svým současným názvem. V říjnu téhož roku přesunulo někdejší Velitelství leteckého výcviku (Air Training Command) tuto základnu pod jurisdikci Letectva pro výcvik posádek (Crew Training Air Force; CREWTAF), které zde posléze zřídilo 3645. cvičné křídlo (3645th Flying Training Wing), jehož úkolem byl výcvik stíhacích pilotů potřebných pro nasazení v Korejské válce. Piloti zde měli možnost získat základní bombardovací a střelecký výcvik na letadlech Lockheed P-80 Shooting Star, Republic F-84 Thunderjet a Lockheed T-33 Shooting Star. V září 1955 přešla základna pod správu Výcvikového letectva (Flying Training Air Force) s tím, že si vyměnila role s dnes již neexistující Williamsovou leteckou základnou v Arizoně, od níž převzala program výcviku pilotů na jednomotorových letadlech.
1. dubna 1957 přešla Laughlinova základna pod Velitelství strategického letectva (Strategic Air Command), které sem nechalo přesunout 4080. křídlo strategického průzkumu (4080th Strategic Reconnaissance Wing; 4080 SRW) z někdejší Turnerovy letecké základny v Georgii. Poté, co v březnu 1957 absolvovala poslední třída studentů pilotního výcviku, nechalo Velitelství leteckého výcviku 3645. cvičné křídlo rozpustit. 4080 SRW provádělo letecký průzkum a snímkování z velkých výšek za použití letadel Lockheed U-2 a Martin B-57 Canberra. 15. června 1960 bylo přejmenováno na 4080. strategické křídlo (4080th Strategic Wing) a zároveň došlo k vyřazení letadel B-57 z jeho výzbroje.
V roce 1962 poskytla letadla U-2 z Laughlinovy základny, jako jedna z prvních, fotografické důkazy o rozmístění sovětských balistických raket na území Kuby, když pilot 4080. SW, major Steve Heyser, odstartoval z Edwardsovy letecké základny a se svým U-2C přeletěl nad Kubou a pořídil zmíněné snímky. Heyser posléze přistál na McCoyově letecké základně v Kalifornii, která se po dobu Karibské krize stala hlavní operační základnou letadel U-2. Heyserovy snímky byly vyvolány, analyzovány a následně předloženy Radě bezpečnosti OSN na jejím zasedání dne 22. října 1962. Američané tak mohli světu předložit důkaz, že sověti skutečně rozmísťují útočné rakety na Kubě. Jiný pilot 4080 SW, Rudolf Anderson, byl během přeletu se svým U-2 nad Kubou zasažen protiletadlovým raketovým kompletem S-75 Dvina sovětské výroby. Raketa sice Andersonovo letadlo přímo nezasáhla, nicméně ho zasáhly střepiny z blízkého výbuchu její hlavice a prošly trupem letadla. Střepiny poškodily Andersonovu tlakovou kombinézu natolik, že se stala zcela nefunkční. Prudká dekomprese ve značné výšce tak Andersona během okamžiku usmrtila a jeho U-2 se nekontrolovatelně zřítilo. Jeho tělo, stále oblečené do tlakové kombinézy, bylo po vyřešení krize navráceno zpět do vlasti. Anderson byl in memoriam vyznamenán medailí Air Force Cross, což je druhé nejvyšší vyznamenání amerického letectva.
Ještě během roku 1961 byla Laughlinova základna pověřena, aby obnovila svůj původní specializovaný výcvik stíhacích pilotů pod hlavičkou Velitelství leteckého výcviku (ATC). ATC tedy v říjnu 1961 reaktivovalo 3645. cvičné křídlo, aby mohl být opět zahájen příjem studentů k pilotnímu výcviku na letadlech T-37 a T-33. 4080 SW fungovala na Laughlinově základně do roku 1963 jako přidružená jednotka.
V současnosti (2012) probíhá pilotní výcvik na letadlech T-6A Texan II, T-38C Talon a T-1A Jayhawk.